# 马儒翰
馬儒翰（英語：John Robert Morrison，1814年4月17日—1843年8月29日）， 英国諾森伯蘭人。中國近代首世來華基督新教传教士马礼逊的次子，又称小马礼逊。
馬儒翰1814年生于澳门，1827年至1830年就讀於英華書院，1843年8月29日病死于香港，後來遷葬到澳門賈梅士公園隔壁的英國東印度公司（基督教）墳場，和他父親瑪禮逊、母親瑪麗（Mary）、及出生後不久便夭折的哥哥占士（James）葬在一起。鸦片战争时期，参加英方行动，担任过中英《南京条约》谈判的翻译。英国割占香港后，任香港议政局和定例局委员，兼代辅政司。

## 馬儒翰的名字
馬儒翰多數襲用父名，自稱馬禮遜，唯有一次例外自稱馬儒翰。述史者為求識別，以其最不常用之名作稱呼。然而，也有前人不求甚解，誤以為傳教士馬禮遜参与了鴉片戰爭，事實上他早已於1834年過世。